# Yusuke Takeda
Yusuke Takeda (født 20. juli 1991) er en japansk fodboldspiller, som spiller for den japanske fodboldklub Kamatamare Sanuki.